# کای تیانشیونگ
کای تیانشیونگ (انگلیسی: Cai Tianxiong؛ زادهٔ ۲۶ دسامبر ۱۹۵۴) بازیکن واترپلو اهل چین بود.
وی در مسابقات کشوری و بین‌المللی در مجموع برندهٔ ۲ مدال طلا شده‌است.